# مات كوتس
مات كوتس هو لاعب كرة قدم كندية كندي، ولد في 15 يوليو 1991 في ماركام في كندا.